# Пуйга (река)
Пуйга — река в России, протекает по Вышневолоцкому району и по границе с Удомельским районом Тверской области. Река вытекает из озера озеро Пудоро на высоте 158 м над уровнем моря, впадает в озеро Тишидра на высоте 147,8 м над уровнем моря. Длина реки составляет 9,7 км, площадь водосборного бассейна — 239 км².
Река протекает через деревню Пуйга Сорокинского сельского поселения Вышневолоцкого района.

## Данные водного реестра
По данным государственного водного реестра России относится к Балтийскому бассейновому округу, водохозяйственный участок реки — Мста без р. Шлина от истока до Вышневолоцкого г/у, речной подбассейн реки — Волхов. Относится к речному бассейну реки Нева (включая бассейны рек Онежского и Ладожского озера).
Код объекта в государственном водном реестре — 01040200212102000020216.